# Arina Rodionova
Arina Ivanovna Rodionova (russo: Арина Ивановна Родионова; nascida em 15 de dezembro de 1989) é uma tenista profissional australiana nascida na Rússia. Ela defendeu seu país natal até janeiro de 2014, quando obteve a cidadania australiana, país que passou a defender desde então.
Em 4 de dezembro de 2023, ela alcançou a posição de simples mais alta de sua carreira no ranking da WTA, no 112º lugar do mundo, e em 27 de julho de 2015, ela alcançou o 41º lugar no ranking de duplas.
Rodionova ganhou 16 títulos de simples e 44 de duplas no Circuito Feminino da ITF. Em 2007, ela ganhou o título de duplas femininas júnior do Australian Open, ao lado de Evgeniya Rodina.
A irmã mais velha, Anastasia, também é profissional de tênis, e as duas irmãs disputaram torneios de duplas intermitentemente, com sucesso modesto. Sua conquista mais notável como equipe ocorreu no Malaysian Open de 2010, no qual chegaram à final antes de perder para Chan Yung-jan e Zheng Jie em um "super tiebreak".

## Carreira
Rodionova fez sua estreia como profissional em 2004 em um evento do Circuito Feminino da ITF em Protvino, na Rússia. Em 2005, ela conquistou um título em Minsk, seguido de outra vitória em Moscou no ano seguinte. Em 2008, ela terminou como vice-campeã em um evento da ITF em Istambul. Em 2009, Rodionova conquistou dois títulos ITF em simples e oito em duplas.
Em 2010, Rodionova derrotou Jarmila Wolfe na final de um torneio de US$ 25 mil em Burnie. Em duplas, ela avançou para a final do Aberto da Malásia de nível WTA Tour com sua irmã Anastasia. Embora tenham derrotado Alisa Kleybanova e Yan Zi ao longo do caminho, as irmãs perderam a partida final para Chan Yung-jan e Zheng Jie em três sets.
No Australian Open de 2011, Rodionova igualou o melhor desempenho de sua carreira em um torneio de Grand Slam ao se classificar para o sorteio principal. Ela perdeu na primeira rodada para a também qualificada Anne Keothavong por 5–7, 4–6. Ela então ganhou um evento de US$ 50 mil em maio em Praga, em parceria com Darya Kustova. Ela se classificou para o Birmingham Classic e venceu a partida do primeiro turno contra Virginie Razzano. Ela então conquistou a maior vitória de sua carreira ao derrotar a cabeça-de-chave número 1 e número 16 do mundo, Kaia Kanepi, no segundo turno. Ela perdeu para a 14ª cabeça-de-chave Magdaléna Rybáriková na terceira rodada. Em Wimbledon, Rodionova por pouco perdeu a classificação para o sorteio principal ao perder para Kristýna Plíšková, em três sets. Ela alcançou resultados muito modestos durante grande parte do resto do ano, perdendo na primeira ou segunda rodada da maioria dos torneios em que participou.
Em 2012, Rodionova perdeu nas eliminatórias do Sydney International e do Australian Open. Ela então perdeu nas quartas de final do Burnie International de $ 25 mil. Ela então competiu em mais dois eventos da ITF – perdendo no segundo e no primeiro turno, respectivamente. Ela recuperou a forma na ITF Mildura, chegando às semifinais. Rodionova então competiu em mais três torneios, perdendo na segunda rodada dos três. Ela então não conseguiu se classificar para o Aberto da Dinamarca. Seu melhor resultado do ano veio no evento de saibro do WTA Tour, Marrocos Open. Ela derrotou Darija Jurak, Karolína Plíšková, e a número 108 do mundo, Mathilde Johansson, para se classificar para o sorteio principal. Cada partida durou três sets. Ela enfrentou Timea Bacsinszky no primeiro round, começou bem ao vencer o primeiro set por 6–2, mas foi forçada a se aposentar devido a uma grave lesão no pulso que sofreu enquanto perdia por 0–4 no segundo set. Ela também foi forçada a desistir da competição de duplas, onde ela e Anastasia eram as cabeças-de-chave número 1. Ela perdeu grande parte da temporada no saibro para se recuperar da lesão. Rodionova voltou em julho; ela só passou da primeira rodada em um dos cinco torneios da ITF. Porém, ela teve um ótimo resultado em Las Vegas onde chegou às semifinais. Após mais três saídas antecipadas, ela chegou à final de um evento de $ 25.000 em Traralgon, e em seguida venceu seu próximo torneio em Bendigo. Ela terminou o ano com mais duas derrotas no início da rodada na Toyota e em Dubai.

## Finais da  WTA

### Duplas: 7 (1 título, 6 vices)
| Legenda       |
| ------------- |
| Grand Slam    |
| WTA 1000      |
| WTA 500       |
| WTA 250 (1–6) |

Todos esses torneios foram do nível "International".
| Status | V–P | Data     | Torneio                             | Piso     | Parceira                 | Oponentes                           | Placar                |
| ------ | --- | -------- | ----------------------------------- | -------- | ------------------------ | ----------------------------------- | --------------------- |
| Perdeu | 0–1 | Fev 2010 | Malaysian Open, Malásia             | Duro (i) | Anastasia Rodionova      | Chan Yung-jan Zheng Jie             | 7–6(7–4), 2–6, [7–10] |
| Perdeu | 0–2 | Set 2014 | Hong Kong Open, China SAR           | Duro     | Patricia Mayr-Achleitner | Karolína Plíšková Kristýna Plíšková | 2–6, 6–2, [10–12]     |
| Perdeu | 0–3 | Mar 2015 | Monterrey Open, México              | Duro     | Anastasia Rodionova      | Gabriela Dabrowski Alicja Rosolska  | 3–6, 6–2, [3–10]      |
| Perdeu | 0–4 | Fev 2017 | Hungarian Ladies Open [en], Hungria | Duro (i) | Galina Voskoboeva        | Hsieh Su-wei Oksana Kalashnikova    | 3–6, 6–4, [4–10]      |
| Perdeu | 0–5 | Jul 2017 | Jiangxi Open, China                 | Duro     | Alla Kudryavtseva        | Jiang Xinyu Tang Qianhui            | 3–6, 2–6              |
| Perdeu | 0–6 | Jun 2019 | Nottingham Open, Reino Unido        | Grama    | Ellen Perez              | Desirae Krawczyk Giuliana Olmos     | 6–7(5–7), 5–7         |
| Venceu | 1–6 | Fev 2020 | Hua Hin Championships, Tailândia    | Duro     | Storm Sanders            | Barbara Haas Ellen Perez            | 6–3, 6–3              |

## ITF Títulos (18)

### ITF Simples (5)
| $50,000 a $100,000 |
| $10,000 a $25,000  |

| Nº. | Data             | Torneio | Piso   | Oponente                 | Placar        |
| --- | ---------------- | ------- | ------ | ------------------------ | ------------- |
| 1.  | 10 Abril 2005    | Minsk   | Grama  | Aleksandra Malyarchikova | 6–2, 6–0      |
| 2.  | 12 Agosto 2006   | Moscou  | Saibro | Yuliya Kalabina          | 3–6, 6–2, 6–1 |
| 3.  | 24 Maio 2009     | Moscou  | Saibro | Anastasia Poltoratskaya  | 7–6(4), 6–4   |
| 4.  | 6 Junho 2009     | Bukhara | Duro   | Nikola Hofmanova         | 6–3, 6–2      |
| 5.  | 7 Fevereiro 2010 | Burnie  | Duro   | Jarmila Groth            | 6–1, 6–0      |

### ITF Duplas (13)
| $50,000 to $100,000 |
| $10,000 to $25,000  |

| Nº  | Data             | Torneio                   | Piso           | Parceira                | Oponentes                                | Placar           |
| --- | ---------------- | ------------------------- | -------------- | ----------------------- | ---------------------------------------- | ---------------- |
| 1.  | 9 Abril 2006     | Putignano                 | Duro           | Anastasia Rodionova     | Ivana Abramović Maria Abramović          | 1–6, 6–1, 7–5    |
| 2.  | 12 Agosto 2006   | Moscou                    | Saibro         | Anastasia Poltoratskaya | Anastasia Pivovarova Yulia Solonitskaya  | 6–0, 6–2         |
| 3.  | 17 Setembro 2006 | Gliwice                   | Saibro         | Veronika Kapshay        | Carmen Klaschka Justine Ozga             | 6–4, 7–5         |
| 4.  | 22 Julho 2007    | Dnepropetrovsk            | Saibro         | Amina Rakhim            | Ivana Abramović Maria Abramović          | 7–5, 4–6, 6–2    |
| 5.  | 28 Outubro 2007  | Podolsk                   | Duro / Coberto | Vasilisa Davydova       | Nina Bratchikova Anastasia Poltoratskaya | 6–3, 6–0         |
| 6.  | 11 Abril 2009    | Jackson, Mississippi, EUA | saibro         | Monique Adamczak        | Laura Granville Riza Zalameda            | 6–3, 6–4         |
| 7.  | 23 Maio 2009     | Moscou                    | Clay           | Maria Kondratieva       | Yuliya Kalabina Marta Sirotkina          | 7–5, 6–1         |
| 8.  | 7 Agosto 2009    | Moscou                    | Saibro         | Ekaterina Ivanova       | Veronika Kapshay Melanie Klaffner        | 6–2, 6–2         |
| 9.  | 15 Agosto 2009   | Moscou                    | Saibro         | Ekaterina Ivanova       | Valeria Savinykh Marina Shamayko         | 6–3, 6–3         |
| 10. | 3 Outubro 2009   | Granada                   | Duro           | Nina Bratchikova        | Betina Jozami Valeria Savinykh           | 6–1, 3–6, [10–6] |
| 11. | 4 Dezembro 2009  | Bendigo                   | Duro           | Irena Pavlovic          | Jocelyn Rae Emelyn Starr                 | 6–3, 7–6(3)      |
| 12. | 1 Fevereiro 2010 | Burnie                    | Duro           | Jessica Moore           | Timea Babos Anna Arina Marenko           | 6-1, 6-4         |
| 13. | 7 Maio 2011      | Praga                     | Saibro         | Darya Kustova           | Olga Savchuk Lesia Tsurenko              | 2-6, 6-1, 7-5    |

### Grand Slam Juvenil Duplas finais (1; 1–0)
| Status | Ano  | Torneio             | Piso | Parceira        | Oponentes                     | Placar        |
| ------ | ---- | ------------------- | ---- | --------------- | ----------------------------- | ------------- |
| Campeã | 2007 | Aberto da Austrália | Duro | Evgeniya Rodina | Julia Cohen Urszula Radwańska | 2–6, 6–3, 6–1 |